# (13752) Grantstokes
(13752) Grantstokes (1998 SF58) – planetoida z pasa głównego asteroid okrążająca Słońce w ciągu 3,8 lat w średniej odległości 2,43 j.a. Odkryta 17 września 1998 roku.